# Rien de personnel
Pour plus de détails, voir Fiche technique et Distribution.
Rien de personnel est un film français réalisé par Mathias Gokalp et sorti en France en 2009.

## Synopsis
La Société pharmaceutique Muller organise une réunion de coaching de ses cadres, afin d'optimiser leurs performances et d'attribuer potentiellement de nouvelles affectations pour certains d'entre eux. Les mises en situation et évaluations se succèdent dans l'ambiance glaciale d'un château, entre petits fours et récitals de chant lyrique menés par le directeur général de la société. Les rôles de chacun apparaissent peu à peu et la finalité de cette réunion finit par percer : la vente future de l'entreprise à un grand groupe va entraîner la fusion des activités et des compétences, aboutissant au licenciement de 10 % du personnel-cadre, qui doit être en conséquence précisément défini.

## Fiche technique
- Titre : Rien de personnel
- Réalisation : Mathias Gokalp
- Producteur : Antoine Rein, Fabrice Goldstein
- Scénario : Nadine Lamari, Mathias Gokalp
- Musique : Flemming Nordkrog
- Pays d'origine :  France
- Langue : français
- Format :
- Genre : drame
- Durée : 90 minutes
- Dates de sortie : 16 septembre 2009 en France

## Distribution
- Jean-Pierre Darroussin : Bruno Couffe
- Denis Podalydès : Gilles Bergerat
- Mélanie Doutey : Natacha Gauthier-Stevens
- Zabou Breitman : Christine Barbieri
- Bouli Lanners : Pierrick Barbieri
- Pascal Greggory : Philippe Muller
- Dimitri Storoge : Damien Gauthier-Stevens
- Frédéric Bonpart : Marek, homme de ménage
- Samuel Ferret : le docteur Vercruysse
- Richard Chevalier : le responsable du vestiaire
- Michel Trillot : le cadre de 55 ans
- Franck Richard : le cadre voyeur
- Gauthier About : un évaluateur
- Tadié Tuéné : un évaluateur
- Éric Larzat : le coach de Damien
- Grégoire Baujat : le consultant au dossier

## Production

### Lieux de tournage
Sauf indication contraire ou complémentaire, les informations mentionnées dans cette section proviennent du générique de fin de l'œuvre audiovisuelle présentée ici.
Le film a été tourné à Chartres en Eure-et-Loir, au musée des Beaux-Arts et à l'Hôtel Dieu.

## Bande originale
Sauf indication contraire ou complémentaire, les informations mentionnées dans cette section proviennent du générique de fin de l'œuvre audiovisuelle présentée ici.
- Je te promets de Johnny Hallyday de 1987 (chantée par Pierrick Barbieri mélancolique quand la réception est terminée).
- Sommation irrespectueuse d'Emmanuel Chabrier et Victor Hugo (chantée par Philippe Muller devant l'assemblée).
- Ouverture de la Suite en Sol majeur d'Henry Purcell.
- Sonate a due violini d'Antonio Vivaldi.

## Accueil

### Accueil critique
En France, le site Allociné propose une note moyenne de 3,4⁄5 à partir de l'interprétation de critiques provenant de 19 titres de presse.

### Articles de presse
- « "Rien de personnel" : comédie de dupes en entreprise » Article de Jacques Mandelbaum publié le 5 septembre 2009 dans Le Monde.